# Radicaal 121
Radicaal 121 is een van de 29 van de 214 Kangxi-radicalen dat bestaat uit zes strepen.
In het Kangxi-woordenboek zijn er 77 karakters die dit radicaal gebruiken.

## Karakters met het radicaal 121

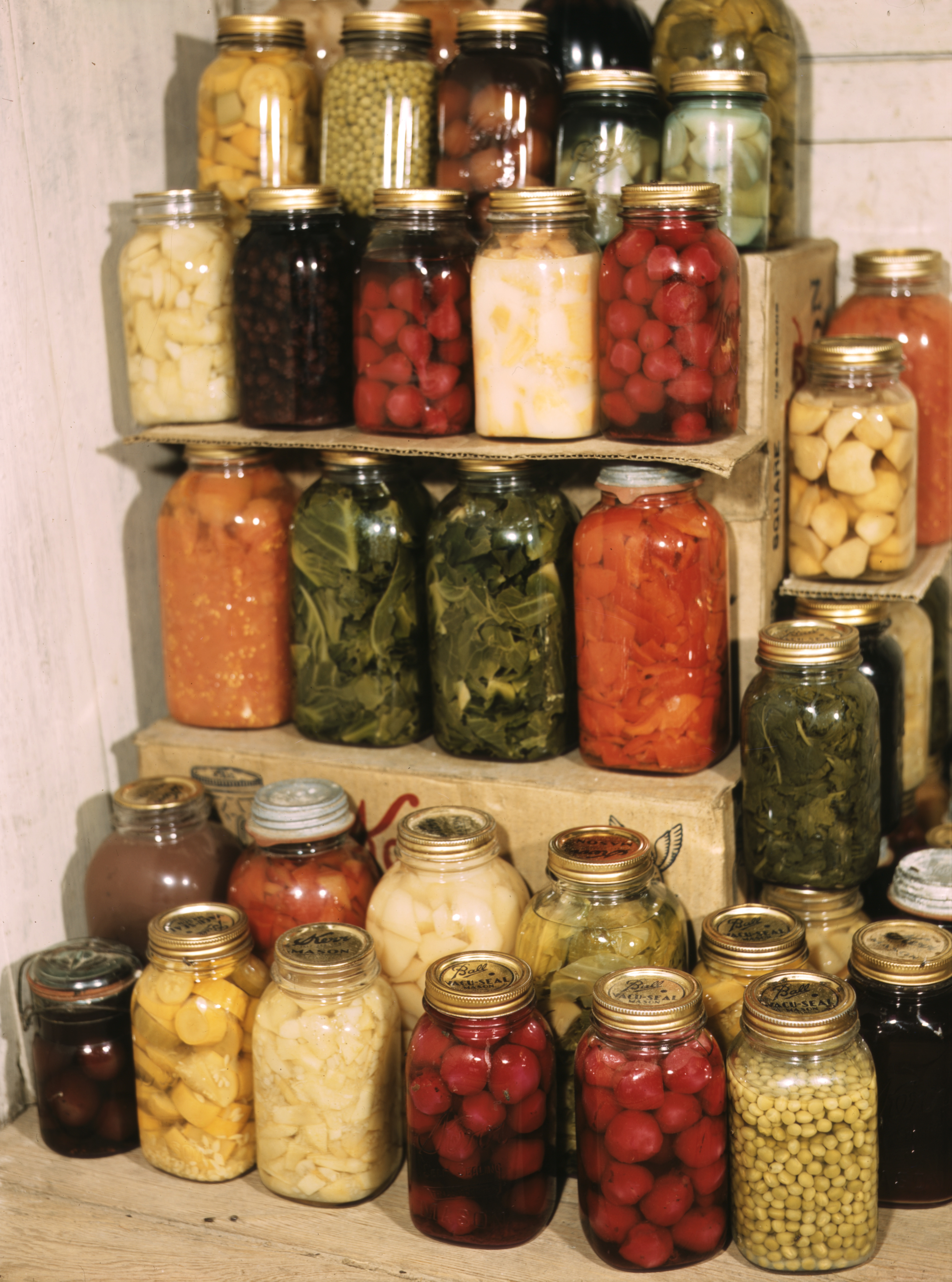
Potten

| Strepen | Karakter |
| ------- | -------- |
| + 0     | 缶       |
| + 2     | 缷       |
| + 3     | 缸       |
| + 4     | 缹 缺 缼 |
| + 5     | 缻 缽    |
| + 6     | 缾 缿 罀 |
| + 8     | 罁 罂    |
| + 10    | 罃       |
| + 11    | 罄 罅 罆 |
| + 12    | 罇 罈 罉 |
| + 13    | 罊 罋    |
| + 14    | 罌       |
| + 15    | 罍       |
| + 16    | 罎 罏    |
| + 18    | 罐       |

Orakelbotkarakter
Bronskarakter
Groot zegelkarakter
Klein zegelkarakter